# Carlos Amarante Baret
Carlos Alberto Amarante Baret (Moca, Espaillat, República Dominicana, 1960) es un político y abogado dominicano. Fue miembro del Partido de la Liberación Dominicana. Fue presidente del Consejo Directivo del Instituto Dominicano de las Telecomunicaciones (2012-2013). El 20 de julio de 2013 fue designado Ministro de Educación de República Dominicana. Posteriormente, el 16 de agosto de 2016 fue juramentado por Danilo Medina como Ministro de Interior y Policía de la República Dominicana hasta el 2018, cuando renunció para aspirar sin éxito a la presidencia de la República.

## Biografía
Nació en el municipio dominicano de Moca de la provincia de Espaillat en el año 1960. Realizó sus estudios primarios y secundarios en su población natal y posteriormente se trasladó a la ciudad de Santiago de los Caballeros donde en el año 1984 se licenció en derecho por la Pontificia Universidad Católica Madre y Maestra, también se diplomó en geopolítica y en política económica por la Universidad Autónoma de Santo Domingo, en relaciones cívico-militares por la Facultad Latinoamericana de Ciencias Sociales y en alta gerencia por el Instituto Tecnológico de Santo Domingo.
Años más tarde en 2003, realizó diferentes estudios sobre la gestión en recursos humanos por la Universidad Nacional Pedro Henríquez Ureña de Santo Domingo y una maestría en seguridad y defensa nacional por el IADECEN.

### Carrera política
Carlos Amarante, inició su carrera política siendo miembro del Partido de la Liberación Dominicana (PLD), ocupando su primer cargo político en el año 1982 como Regidor del ayuntamiento de su población natal Moca, desde 1988 fue Secretario General del Colegio de Abogados seccional de Espaillat y en 1990 pasó a ser Senador de la República por la provincia de Espaillat. A su vez también se desempeñó como superintendente de seguros y administrador general de Bienes Nacionales, entre los años 1996 y 2000. Desde el 2004 fue director general de Migración hasta el 2008, luego desde el 17 de agosto de 2012 hasta el 19 de julio de 2013 fue presidente del Consejo Directivo del Instituto Dominicano de Telecomunicaciones (INDOTEL).
En el Partido de la Liberación Dominicana, es miembro del Comité Político y del comité Central.
El día 20 de julio de 2013, es nombrado por el presidente Danilo Medina, como nuevo Ministro de Educación de República Dominicana, en sustitución de la política Josefina Pimentel, cargo que obstento hasta el 16 de agosto de 2016 cuando fue designado Ministro de Interior y Policía de la República Dominicana.

## Búsqueda de la nominación presidencial (2019)
El 28 de mayo del año 2018 Amarante renunció como Ministro de Interior y anunció su intención de presentarse en las primarias como del PLD.
El 10 de agosto el Comité Central de su partido seleccionó a 11 precandidatos para competir por la candidatura presidencial en las primarias que celebrarían el 6 de octubre: Leonel Fernández, Francisco Domínguez Brito, Reinaldo Pared Pérez, Temístocles Montás, Gonzalo Castillo, Carlos Amarante Baret, Andrés Navarro García, Maritza Hernández, Manuel Crespo, Radhamés Segura y Melanio Paredes. Los 8 precandidatos afines al presidente Danilo Medina, dentro de los que se encontraba Amarante, acordaron hacer encuestas simultáneas durante la primera semana del mes de septiembre para decidir, según la preferencia del electorado, cuál enfrentaría internamente a Fernández el 6 de octubre en las primarias abiertas y simultáneas con el apoyo de los demás.
Citando inconformidad con la forma en que el último de los precandidatos (Gonzalo Castillo) irrumpió en la escena política y alegando el uso abusivo de recursos del Estado en favor de este, renunció a sus aspiraciones junto al Secretario General del PLD Reinaldo Pared Pérez, el 28 de agosto y el 1 de septiembre respectivamente. Amarante renunció a su cargo de Ministro de Interior y Policía para dedicarse a sus aspiraciones.
La situación de descontento e insatisfacción con la precandidatura de Castillo en los seguidores de Danilo Medina demostró la fractura y falta de confianza en la militancia del PLD que gobernaba desde 2004.